# Rábatöttös
Rábatöttös (korábbi nevén Gutatöttös) község Vas vármegyében, a Szombathelyi járásban. 1942-ben jött létre Gutaháza és Rábatöttös községek egyesítésével, mai elnevezését 1992 óta viseli.

## Fekvése
A falu a Sorok-patak folyása közelében fekszik, Szombathelytől 17 kilométerre délkeletre.
Két különálló településrész alkotja, melyek közül Gutaháza a 8702-es út mentén helyezkedik el, Rábatöttös viszont félreesik az úttól, csak az abból észak felé kiágazó 87 103-as számú mellékúton közelíthető meg.
Vasútvonal nem érinti. Érdekesség viszont, hogy a települést érintette volna az 1847-ben tervezett Sopron-Kőszeg-Szombathely-Rum-Zalaszentgrót-Nagykanizsa vasútvonal.

## Nevének eredete
Neve valószínűleg a Tuet személynévből ered, ennek előzménye a tő (= növényi szár) főnév.

## Története
Rábatöttöst 1274-ből, Gutaházát 1406-ből említik legkorábban az ismert okleveles források; előbbinek templomát 1342-ben említi először oklevél. Mivel a templom a falunál jóval délebbre található, valószínűsíthető, hogy a középkori Töttös is a maitól délebbre, a templom körül épült. 1532-ben a török a környező településekkel együtt valószínűleg mindkét falut elpusztította. Ezután Töttös az korábbitól északabbra, a mai helyén települt újra. 1910-ben Rábatöttösnek 273, Gutaházának 191 lakosa volt. 1942-ben a két községet Gutatöttös néven egyesítették. 1992-ben ugyan a lakosság a szétválásra szavazott, azt jogi feltételek hiányában mégsem lehetett végrehajtani, viszont a község neve Rábatöttösre változott.

## Közélete

### Polgármesterei
- 1990–1994: Annár István (Fidesz)[4]
- 1994–1998: Annár István (független)[5]
- 1998–2002: Annár István (független)[6]
- 2002–2006: Annár István (független)[7]
- 2006–2010: Annár István (független)[8]
- 2010–2014: Annár István (Fidesz-KDNP)[9]
- 2014–2019: Annár István (Fidesz-KDNP)[10]
- 2019–2024: Annár István (Fidesz-KDNP)[11]
- 2024– : Dávid Szabolcs (független)[1]

## Népesség
A település népességének változása:
| Lakosok száma | 207  | 218  | 219  | 216  | 210  | 218  | 223  | 210  | 215  | 209  |
|               | 2013 | 2014 | 2015 | 2016 | 2017 | 2018 | 2021 | 2022 | 2023 | 2024 |

A 2011-es népszámlálás során a lakosok 92,5%-a magyarnak, 1,5% németnek, 1% románnak mondta magát (7,5% nem nyilatkozott; a kettős identitások miatt a végösszeg nagyobb lehet 100%-nál). A vallási megoszlás a következő volt: római katolikus 84%, evangélikus 1%, református 3,5%, felekezet nélküli 0,5% (11% nem nyilatkozott).
2022-ben a lakosság 92,9%-a vallotta magát magyarnak, 3,3% németnek, 1% románnak, 0,5% cigánynak, 0,1% örménynek, 3,3% egyéb, nem hazai nemzetiségűnek (6,7% nem nyilatkozott; a kettős identitások miatt a végösszeg nagyobb lehet 100%-nál). Vallásuk szerint 60% volt római katolikus, 1,9% református, 1,9% evangélikus, 2,9% egyéb katolikus, 2,9% felekezeten kívüli (30,5% nem válaszolt).

## Látnivalók
- A Szent Cecília templom 12. századi eredetű, a 15. században bővítették, majd a 18. században barokkizálták. Nyolc Dorfmeister-freskója van. Harangja 16. századi.